# Короткая, Валентина Прокофьевна
Валентина Прокофьевна Короткая (бел. Валянціна Пракопаўна Кароткая, 5 сентября 1924, Уголевщина, Толочинский район, Витебская область — 12 января 2012) — работник сельского хозяйства, Герой Социалистического Труда (1958).

## Биография
В 1944—1950 годах работала в колхозе «Красное знамя» Толочинского района. В 1953—1979 — звеньевая по выращиванию льна в колхозе «18 партсъезд» Толочинского района.
Звание Героя Социалистического Труда присвоено в 1958 году за успехи в увеличении производства сельскохозяйственных продуктов и внедрение в производство достижений науки и передового опыта.
Являлась депутатом Верховного Совета СССР в 1958—1966 годах. С 1959 года — член КПСС.
Жила в Минске.

## Награды
- Герой Социалистического Труда (1958)
- Почётный гражданин Толочинского района (2010)
- орден Ленина
- золотая медаль «Серп и Молот» Героя Социалистического Труда
- медаль ВДНХ СССР